# Ghiacciaio Davidson
Il ghiacciaio Davidson è un ghiacciaio lungo circa 20 km situato nella regione sud-occidentale della Dipendenza di Ross, nell'Antartide orientale. Il ghiacciaio, il cui punto più alto si trova a circa 2100 m s.l.m., si trova nella dorsale Holland, sulla costa di Shackleton, dove fluisce verso nord partendo dal versante settentrionale del monte Rifenburgh e scorrendo lungo tutto il versante orientale dei picchi Longstaff fino ad andare ad alimentare la barriera di Ross.

## Storia
Il ghiacciaio Davidson è stato mappato da membri dello United States Geological Survey (USGS), grazie a ricognizioni tellurometriche effettuate dallo stesso USGS nel 1961-62 e a fotografie scattate durante ricognizioni aeree effettuate dalla marina militare statunitense nel 1960. In seguito esso è stato così battezzato dal comitato consultivo dei nomi antartici in onore di E. A. Davidson, ufficiale in comando della USS Edisto durante l'Operazione Deep Freeze del 1963-1964.